# 2ТЭ35А
2ТЭ35А (2-секционный тепловоз с электропередачей, тип 35, с асинхронными тяговыми электродвигателями) — магистральный грузовой 16-осный двухсекционый тепловоз с асинхронным тяговым приводом, разработанный специалистами ООО "Научно-исследовательский Центр СТМ", входящего в АО «Синара-Транспортные Машины» по заказу ОАО «РЖД». Выпускается на Людиновском тепловозостроительном заводе с 2024 года, по состоянию на середину 2025 года известно о постройке не менее трёх тепловозов.

## История создания и выпуска

### Проектирование
В 2020 году по заказу Российских железных дорог (ОАО «РЖД») группа «Синара – Транспортные Машины» (СТМ) начала проектирование магистрального двухсекционного грузового тепловоза нового поколения для вождения тяжеловесных грузовых поездов массой до 7100 т на участках с горным профилем в Дальневосточном регионе России, который получил обозначение 2ТЭ35А. В ноябре 2020 года ОАО «РЖД» и АО «Синара-Транспортные Машины» заключили соглашение о сотрудничестве в сфере производства, испытаний, поставки и технического обслуживания в период жизненного цикла новых тепловозов, а в июне 2021 году предварительно договорились о поставке 200 машин до конца 2031 года. К этому времени научно-исследовательским центром СТМ по техническому заданию ОАО «РЖД» был разработан и представлен дизайн нового тепловоза.
Продвижению проекта нового локомотива во многом способствовали неудовлетворительные отзывы о работе серийно выпускаемых в то время Брянским машиностроительным заводом тепловозов 3ТЭ25К2М, при эксплуатации которых возникали неисправности, вызвавшие многочасовые перерывы в движении поездов. Кроме того, эти тепловозы оснащались дорогими дизельными двигателями американского производства и затратными в обслуживании коллекторными тяговыми электродвигателями, а также использовали отчасти устаревшие технические решения, унаследованные от конструкции тепловозов 2ТЭ116, в то время как принципиально новый проектируемый тепловоз 2ТЭ35А должен был оснащаться новым российским дизельным двигателем повышенной мощности и асинхронными электродвигателями, более простыми в обслуживании, хотя и требующими применения тяговых инверторов, производство которых для локомотивов ещё не было в достаточной мере освоено в России.
В течение 2021-2023 годов велась разработка, изготовление опытных образцов и испытания отдельных узлов тепловоза, таких как кабина машиниста и пульт управления, новые четырёхосные тележки, тяговые генераторы, преобразователи и электродвигатели. Локомотив изначально позиционировался производителем как состоящий преимущественно из комплектующих российского производства с планами по постепенному замещению импортных деталей в процессе выпуска, но в связи с вводом в 2022 году антироссийских санкций и прекращением поставок из-за рубежа многих комплектующих, были ускоренно проведены работы по замещению 18 основных компонентов на отечественные аналоги, в частности таких как топливная система дизеля, турбокомпрессор, фильтры, тяговые преобразователи, элементы системы управления. К моменту начала производства первого локомотива, по утверждению производителя, 99% его комплектующих производятся в России.

### Производство
В 2024 году на Людиновском тепловозостроительном заводе было начато производство опытного образца тепловоза. По состоянию на апрель 2024 года была почти собрана по крайней мере одна секция локомотива. Всего в 2024 году завод планировал выпустить не менее семи тепловозов, а в дальнейшем выйти на производственную мощность до 40 тепловозов в год, однако по состоянию на лето 2025 года было выпущено только три локомотива.

### Перспективы
На базе тепловоза 2ТЭ35А планируется создание перспективной модельной линейки ТЭ35А, в рамках которой планируется создать односекционные двухкабинные тепловозы ТЭ35А, газотепловозы с промежуточной цистерной-тендером между секциями 2ТЭ35АГ и водородные тепловозы 2ТЭ35Ah. Также планируется создание специального исполнения однокабинной секции 2ТЭ35А, которая будет интегрирована в состав рельсошлифовальных гибридных дизель-электропоездов локомотивной тяги РШП 2.0 по схеме «тяни-толкай» (на одном конце будет расположена секция тепловоза, а на другом — головной вагон с кабиной управления аналогичной конструкции) и оснащена органами управления системами вагонов. Секция тепловоза в составе поезда получит возможность питания от контактной сети через специальный промежуточный вагон с токоприёмником и преобразующим электрооборудованием.

## Назначение
Тепловоз 2ТЭ35А предназначен для вождения тяжеловесных грузовых поездов весом до 7100 т на неэлектрифицированных участках железных дорог колеи 1520 мм с горным профилем пути в условиях умеренного и холодного климата при температуре окружающего воздуха от -50 до +40 °C. Он является первым представителем новой перспективной линейки российских тепловозов, производимых группой «Синара», и самым мощным из выпускаемых ей тепловозов. Благодаря применению новых асинхронных тяговых электродвигателей, он является более удобным экономичным в эксплуатации, чем тепловозы с коллекторными двигателями. За счёт применения четырёхосной тележки, состоящей из двух двухосных, поворачиваемых относительно неё, тепловоз в меньшей степени подрезает гребни рельсов в кривых, чем тепловозы с трёхосными тележками, все три колёсных пары которых расположены в жёсткой раме. Назначенный срок службы локомотива составляет 45 лет.

## Конструкция

### Механическая часть
Тепловоз 2ТЭ35А состоит из двух одинаковых секций. Каждая секция имеет несущий кузов модульного типа с облегчённой рамой коробчатого сечения. Кабина машиниста выполнена отдельным модулем и изготовлена из стеклопластика. В конструкция кузова тепловоза отчасти были применены элементы, используемые в кузове электровозов 2ЭС6 и 3ЭС8, выпускаемых входящим в состав группы Синара заводом «Уральские локомотивы».
Лобовая часть тепловоза представляет собой стеклопластиковую маску и оснащена противоударной крэш-системой для снижения повреждения локомотива и травмирования локомотивной бригады в случае столкновения поезда с препятствием. Верхняя часть лобовой маски наклонена назад и имеет форму восьмиугольника с обрамлением по краям, в её центре расположено прямоугольное лобовое стекло кабины, а сверху — трапециевидный светодиодный прожектор. Ниже верхней восьмиугольной части лобовая часть вертикальная, в этом месте по центру располагается табличка с указанием серии и номера тепловоза, а по бокам от неё — светодиодные наклонные буферные фонари. Под ними на уровне рамы расположены обтекатели буферных ударопоглощающих устройств с наклоном назад в верхней и наклоном вперёд в нижней части, ещё ниже расположена приваренная к раме вертикальная передняя панель с выступающей автосцепкой СА-3, к которой снизу крепится путеочиститель.
Боковые стены тепловоза вертикальные и гладкие. В передней части боковых стен расположены боковые окна кабины машиниста, состоящие из трапециевидного переднего неподвижного и задней прямоугольного открывающегося окна, за которыми находятся одностворчатые входные двери. Зеркала заднего вида на тепловозе отсутствуют и вместо них позади окон кабины установлены бортовые видеокамеры. В центре боковых стен над топливным баком имеются по три окна машинного отделения, а над задней тележкой расположены воздухозаборники системы охлаждения.
Крыша локомотива горизонтальная и имеет наклонные плоские скаты по бокам. Она состоит из разборных модулей, что упрощает доступ к оборудованию при проведении ремонта. На крыше позади кабины имеется небольшое занижение, на котором размещены антенны, в центральной части установлена выхлопное отверстие дизеля, а в задней — два вентилятора холодильника. Боковые скаты крыши снабжены малыми воздухозаборниками системы вентиляции и кондиционирования кабины машиниста над ней, и большими воздухозаборниками тормозных резисторов и модули воздухоочистки.
Кузов каждой секции опирается на две четырёхосные сочленённые моторные тележки производства завода «Уральские локомотивы». В свою очередь, каждая четырёхосная тележка состоит из двух двухосных тележек и опирающейся на них промежуточной рамы. Подобная конструкция ранее применялась на выпускавшихся Людиновским заводом тепловозах ТЭМ7, ТЭМ14, ТЭРА1, ТЭ8 и газотурбовозе ГТ1h, но по сравнению с данными локомотивами, конструкция тележки и геометрия рамы была значительно переработана. Двухосные тележки снабжены парой колёсно-моторных и тормозных блоков, колёсные пары имеют цельнокатаные колёса.

### Интерьер

#### Кабина машиниста
В передней части головных секций расположена кабина машиниста, рассчитанная на локомотивную бригаду из двух человек — машиниста и его помощника. В передней части кабины установлен современный пульт управления, напротив которого уже в основной части кузова между боковыми окнами установлены два мягких подрессоренных регулируемых кресла с подлокотниками и подголовниками для машиниста справа и для помощника машиниста слева. По центру задней стенки в углублении расположена поворотная входная дверь с небольшим прямоугольным окном, на которой имеется откидное сиденье для машиниста-инструктора или других сопровождающих лиц. По бокам от двери за сиденьями в задней стенке имеются шкафы для инструментов, верхней одежды и вещей локомотивной бригады, а также холодильник и ниша с микроволновой печью для разогрева пищи. Кабина оборудована системой вентиляции, отопления, кондиционирования и обеззараживания воздуха.
Пульт управления в кабине машиниста представляет собой столешницу с приборными панелями, размещённую на трёх тумбах. По конструкции он отчасти схож с пультом управления электровоза 3ЭС8 «Малахит», также производимого группой «Синара»: большую часть пульта занимает рабочая зона машиниста полукруглой формы с правой стороны с увеличенной за счёт изгиба общей длиной приборных панелей и углублённым вырезом, при этом сам пульт имеет бежевый цвет, а приборные панели — чёрный. Благодаря размещению всех основных приборных панелей в зоне доступа машиниста и оснащению локомотива новой микропроцессорной системой управления, диагностики и безопасности тепловоз адаптирован к возможности управления одним машинистом без помощника.

#### Машинное отделение
Большую часть внутреннего пространства секции тепловоза занимает машинное отделение, в котором расположено силовое и вспомогательное оборудование. Оборудование имеет блочно-модульную компоновку, что упрощает его замену при проведении ремонта. В передней части за кабиной расположена аппаратная камера, имеющая входные двери по бокам и содержащая пневматические клапаны, инверторные тяговые преобразователи, блок управления реостатным торможением и другие электрооборудование, а сами тормозные резисторы расположены в крышевой части. Далее за перегородкой по центру рамы в середине секции установлен дизель-генератор (генератор находится спереди), а в задней части секции расположены радиаторы системы охлаждения и шахта холодильника, позади которых по левому борту установлен туалетный модуль для локомотивной бригады. В торце машинного отделения по центру расположена дверь межсекционного перехода.

### Силовая часть
В качестве силовой установки на тепловозе применяется высокооборотный V-образный двигатель 16-цилиндровый четырёхтактный дизельный двигатель 16ДМ-185Т производства Уральского дизель-моторного завода. Двигатель оснащён двухступенчатой системой газотурбинного наддува с промежуточным охлаждением воздуха после каждой ступени. В конструкции двигателя используется аккумуляторная топливная система с электронно-управляемыми форсунками и топливным насосом высокого давления. Номинальная мощность двигателя составляет 3650 кВт (4950 л.с.) при частоте вращения коленчатого вала 1800 об/мин, диаметр поршня — 185 мм, удельный расход топлива — не более 204 г/кВт*ч, удельный расход масла на угар — 0,3 г/кВт*ч, рабочий ресурс — 72 000 часов, масса — 16 500 кг. Двигатель соответствует экологическим требованиям по уровню вредных выбросов Stage IIIА ЕС.
Дизель приводит во вращение синхронный тяговый генератор переменного тока ГСТ-3505-1800, спроектированный по техническому заданию компании «Тяговые компоненты» и выпускаемый заводом «Электротяжмаш-Привод» (г. Лысьва). Конструкция генератора предусматривает отсутствие коллекторного щёточного узла, одноопорное исполнение и лёгкость замены подшипника без снятия генератора с локомотива, что обеспечивает высокую надежность и простоту обслуживания генератора в ходе эксплуатации тепловоза. Номинальная мощность на выходе генератора составляет 3505 кВт, номинальная частота вращения — 1800 об/мин, КПД — не менее 96 % (при номинальной мощности), масса —  6,6 т.
На тепловозе применяется электрическая передача переменно-переменного тока — выработанный от тягового генератора переменный ток выпрямляется в постоянный, а затем преобразуется в переменный ток регулируемого напряжения и частоты с помощью тяговых преобразователей. Тепловоз имеет функцию поосного регулирования тяги с независимой подачей напряжения на каждый из тяговых двигателей, что помогает предотвращать боксование колёсных пар.
На каждой тележке тепловоза устанавливаются по четыре асинхронных тяговых электродвигателя ТАД-430, по одному на каждую ось. Двигатели спроектированы по техническому заданию компании «Тяговые компоненты» и по состоянию на 2024 год выпускаются двумя производителями в двух исполнениях — ТАД-430-6КУХЛ1 производства завода «Электротяжмаш-Привод» и А425-430/0,5-6-УХЛ1 производства завода «Русские электрические двигатели». Номинальная мощность тягового электродвигателя составляет 430 кВт, КПД при номинальной мощности — 95%, коэффициент мощности – 0,86, масса — 2350 кг..

### Система управления и диагностики
Тепловоз оснащён новой микропроцессорной системой управления и диагностики с программным обеспечением ООО «НПО САУТ". Система обеспечивает диагностику всех систем локомотива и обнаружение неисправностей и сбоев в работе оборудования и вывод диагностической информации машинисту локомотива на цифровой дисплей, а также передачу диагностической информации с локомотива в центр обработки данных оператора. Система управления интегрирована с системой безопасности БЛОК-М. Также она осуществляет автоматическое управление режимом работы дизель-генератора и тяговых преобразователей на основе заданной машинистом скорости и маршрутных данных для обеспечения лучшей тяги и экономии топлива и соблюдения скоростного режима. Система также поддерживает автоведение поезда по заданному маршруту с оптимальной скоростью без непосредственного управления машинистом, дистанционное управление другими аналогичными тепловозами в составе грузового поезда по радиосвязи при использовании кратной тяги или толкачей, а также технологию «виртуальной сцепки», при которой несколько раздельных грузовых поездов могут следовать друг за другом с минимальным интервалом за счёт автоматического управления тягой и торможением позади идущих поездов и поддержания безопасного расстояния между ними на основе параметров движения впереди идущего и профиля пути. Опционально тепловоз может быть оснащён системой машинного зрения для обнаружения препятствий на пути следования и более эффективной работы системы автоведения, системой дистанционного управления из диспетчерского центра, диагностической путеизмерительной аппаратурой, метеостанцией и датчиками радиации.

## Планы эксплуатации
Первую партию тепловозов 2ТЭ35А после прохождения сертификационных испытаний планируется поставить ОАО «РЖД» до конца 2024 года для опытной эксплуатации в дальневосточном регионе, в первую очередь Байкало-Амурской магистрали, а в дальнейшем и компании «Эльга-Транс» для строящейся Тихоокеанской железной дороги. Основная партия должна быть выпущена для РЖД, контракт от 2021 года включает поставку до 200 таких локомотивов.